# Liatongus martialis
Liatongus martialis là một loài bọ cánh cứng trong họ Bọ hung (Scarabaeidae).